# Малый Затышок
Ма́лый За́тышок (укр. Малий Затишок; до 2016 г. Политотде́ловец) — посёлок в Уманском районе Черкасской области Украины.
Население по переписи 2001 года составляло 241 человек. Почтовый индекс — 20384. Телефонный код — 4744.

## Местный совет
20384, Черкасская обл., Уманский р-н, с. Затышок, ул. Школьная, 3